# Nigelle des champs
Nigella arvensis
Espèce
La Nigelle des champs (Nigella arvensis L. 1753) est une espèce de plantes à fleurs de la famille des Renonculacées. C'est une plante herbacée annuelle vivant dans des climats méditerranéens qui apprécie particulièrement les zones calcaires à proximité d'un ruissellement d'eau (thérophyte). Elle peut se différencier de sa proche parente la Nigelle de Damas par l'absence du groupe de feuilles directement sous le calice de sépales.

## Liste des sous-espèces
Selon NCBI (16 mars 2011) :
- Nigella arvensis subsp. aristata
- Nigella arvensis subsp. arvensis
- Nigella arvensis subsp. brevifolia
- Nigella arvensis subsp. glauca